# Petr Bitnar
Petr Bitnar (* 1980) je český odborný fyzioterapeut – vysokoškolský pedagog a vědec. Podílí se na chodu  katedry Rehabilitace a tělovýchovného lékařství 2. lékařské fakulty Univerzity Karlovy v Praze a Fakultní nemocnice  Motol v Praze. Specializuje se na vztahy mezi vnitřními orgány a hybným systémem.  Dále na bolestivé a funkční poruchy myoskeletálního systému a léčbu funkčních poruch trávicího traktu pomocí fyzioterapeutických postupů. 

## Studium a zaměření odborné činnosti
2002-2005 Studium - Specializace ve zdravotnictví - fyzioterapie na 2 LF UK  . Titul Bc.
2005-2007 Studium -  Aplikované fyzioterapie na 2 LF UK. Titul Mgr.
2018 Obhajoba rigorosní práce (název: Bránice v roli dolního jícnového svěrače)  v oboru Kinantropologie na katedře fyzioterapie  FTVS UK. Titul PhDr.
2022 Obhajoba disertační práce (název: Změna aktivity horního a dolního jícnového svěrače při změně respiračních a posturálních podmínek) v oboru Rehabilitace a kineziologie na 2 LF UK. Titul PhD

## Profesní působení, odborná, publikační a pedagogická činnost
- Od roku 2007 působí na katedře  Rehabilitace a tělovýchovného lékařství jako odborný asistent, pedagog a vedoucí několika předmětů (např. Speciální fyzioterapeutické metody,  Metody kinezioterapie, atd.) Je členem Státní zkušební komise a členem školního úseku katedry RHB a TVL na 2 LF Uk.
- Mezi lety 2001 - 2002 působil jako učitel dějepisu na základní škole J. Pešaty v Duchcově. V roce 2021-2022 působil jako učitel dějepisu a biologie  v komunitní škole Pod Třešní v Kladně.
- Od roku 2007 je odborným fyzioterapeutem na  Klinice Rehabilitace a tělovýchovného lékařství Fakultní nemocnice v Motole (přednosta : prof. Pavel Kolář, PhD)

- Od roku 2010 je školitelem mnoha odborných kurzů v ĆR i v zahraničí (USA, Taiwan, Austrálie, Chile, Indie atd.)  Témata odborných kurzů:  Viscerosomatické vztahy a jejich využití v klinické praxi, Komplexní terapie trigger pointů a globální reciproční svalová inhibice; Hluboký stabilizační sytém páteře; Mobilizace  kloubní v kontextu svalových řetězců; Viscerovertebrální vztahy se zaměřením na GERD; Komplexní terapie pletence ramenního.
- Je autorem  publikací v odborných periodicích i monografiích s medicínskou tematikou. Je spoluautorem nejobsáhlejší učebnice rehabilitace v ČR (Klinická rehabilitace, Pavel Kolář et al., Grada, 2009)

Intenzivně se věnuje akademické  i mimoakademické prezentaci výše uvedených problematik odborné i široké veřejnosti v ČR i v zahraniční (Vystoupení  v ČRo, podcasty, týdeníky, noviny, přednášky) 

## Soukromý život
- Je ženatý
- Otec pěti dětí
- Od roku 2010 žije v Kladně, kde se podílí na činnosti Komunitního a kulturního centra Pod Třešní